# Глуховка (Гавриловский район)
Глуховка — село в Гавриловском районе Тамбовской области России. Входит в состав Козьмодемьяновского сельсовета.

## География
Село находится в восточной части Тамбовской области, в лесостепной зоне, в пределах Приволжской возвышенности, на левом берегу реки Тяньги, на расстоянии примерно 23 километров (по прямой) к северо-западу от села Гавриловка 2-я, административного центра района. Абсолютная высота — 181 метр над уровнем моря.

### Климат
Климат умеренно континентальный, относительно сухой, с холодной продолжительной зимой и тёплым летом. Средняя температура воздуха самого холодного месяца (января) — −11,3 °C (абсолютный минимум — −43 °C); самого тёплого месяца (июля) — 19,7 °C (абсолютный максимум — 39 °С). Среднегодовое количество атмосферных осадков составляет около 500 мм. Продолжительность залегания снежного покрова составляет в среднем 140 дней.

### Часовой пояс
Село Глуховка, как и вся Тамбовская область, находится в часовой зоне МСК (московское время). Смещение применяемого времени относительно UTC составляет +3:00.

## Население
| 2002 | 2010 |
| ---- | ---- |
| 464  | ↘375 |

### Половой состав
По данным Всероссийской переписи населения 2010 года в гендерной структуре населения мужчины составляли 43,2 %, женщины — соответственно 56,8 %.

### Национальный состав
Согласно результатам переписи 2002 года, в национальной структуре населения русские составляли 99 % из 464 чел.